# Juan Hiracheta
Juan Isidro Hiracheta (ur. 15 maja 1990) – meksykański bokser, srebrny medalista igrzysk panamerykańskich.
W 2011 reprezentował  Meksyk na Mistrzostwach Świata w Baku. W pierwszej walce przegrał z przyszłym srebrnym medalistą Brytyjczykiem Anthony Joshuą. Trzy tygodnie później wystąpił na Igrzyskach Panamerykańskich w Gudalajarze zdobywając srebrny medal w wadze superciężkiej. Pokonał Jose Payresa z Wenezueli,  w półfinale wygrał z Isaíą Meną (Kolumbia) a w finale przegrał z Ytalo Pereą z Ekwadoru.